# Ottavio Fanfani
Ottavio Fanfani (22 de agosto de 1916 – 14 de diciembre de 1981) fue un actor teatral, cinematográfico, televisivo y radiofónico de nacionalidad italiana.

## Biografía
Nacido en Florencia, Italia, se inició en la radio interpretando numerosos papeles, clásicos y modernos, formando parte de la Compagnia di Prosa de la Radio de Florencia. Todas sus actuaciones fueron emitidas por la RAI.
En televisión fue intérprete del programa Il teatro dei ragazzi (1958), programa que la RAI destinó a la franja infantil de la tarde.
Fanfani pasó la mayor parte de su carrera teatral en el Piccolo Teatro di Milano, en el cual formó parte de importantes espectáculos representados en los años 1950 y 1960. Tras dejar la escena a finales de los años 1970, se dedicó a tiempo completo a la enseñanza en la escuela del mismo teatro, donde había empezado a dar clases hacía más de una década.
Ottavio Fanfani falleció en Florencia, Italia, en 1981. Había estado casado con la actriz Nicoletta Ramorino, con la cual tuvo una hija, la actriz de voz Donatella Fanfani.

## Teatro
En 1948 comenzó una larga colaboración con el Piccolo Teatro di Milano, actuando en dicho local en numerosas obras de relieve, entre ellas La ópera de los tres centavos (de Bertolt Brecht, 1956), Coriolano (de Shakespeare, 1957-1958), Epitaph for George Dillon (de John Osborne, 1966-67), o Patatine di contorno (de Arnold Wesker, 1966-67).

## Televisión
- La freccia nera (1968), dirección de Anton Giulio Majano
- ESP (1973), dirección de Daniele D'Anza
- Accadde a Lisbona (1974), dirección de Daniele D'Anza

## Radio
- L'alba dell'ultima sera (1951, de Riccardo Bacchelli, con Gianni Santuccio, Lilla Brignone, Marcello Moretti, Edoardo Toniolo, Vittorio Caprioli, Carlo D'Angelo, Antonio Battistella y Mario Feliciani, dirección de Alessandro Brissoni, Rai Radio 3
- L'improvvisazione di Versailles (1957), de Molière, con Elio Jotta, Enzo Tarascio, Gianni Bortolotto y Cino Tortorella, dirección de Enzo Ferrieri, Rai Radio 3
- Il tacchino dalle gambe di legno (1959), de Ugo Liberatore, con Tino Buazzelli, Lina Volonghi, Gianni Bortlotto, Enzo Tarascio, Franca Nuti, Carlo Cattaneo, Andrea Matteuzzi, Remo Foglino y Pina Cei, dirección de Mario Ferrero

## Discografía
- Dante - Inferno (Sansoni Accademia Editori)con Tino Buazzelli, Tino Carraro, Giorgio Albertazzi y Davide Montemurri
- Dante - La divina commedia - Paradiso (Nuova Accademia Del Disco)con Ernesto Calindri, Tino Carraro, Anna Proclemer y Giorgio Albertazzi
- L'epopea del Far-West,